# Honores de la guerra

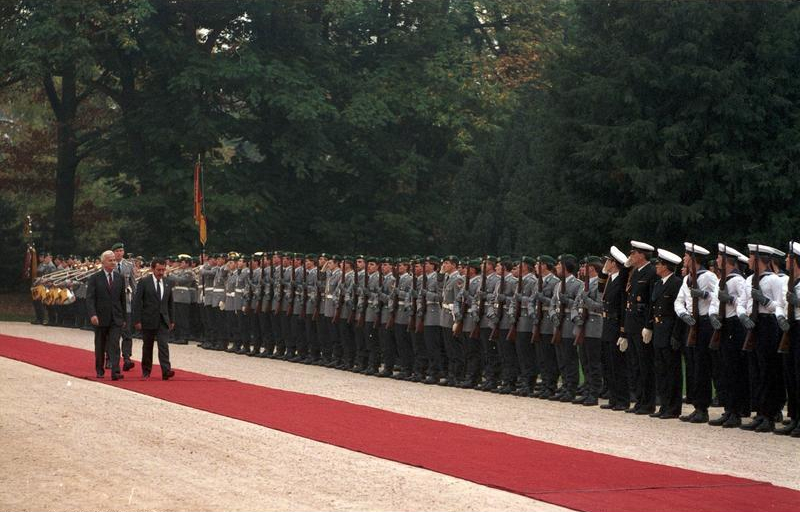
Formación de soldados

Se llaman honores de guerra a los honores que se conceden al vencido en una guerra durante la ceremonia de rendición. Las concesiones que se establecían para los sitiados, en la entrega de una plaza o fuerte, incluían su salida con armas, bagajes, artillería, banderas, mechas encendidas, carros cubiertos, etc. Constituían un reconocimiento por haber cumplido con su deber durante el tiempo de la defensa de la plaza, que provocaban esta señal honorífica por parte del sitiador.

## Historia

### Filipinas
Durante la Revolución filipina, una guarnición de soldados españoles quedó cercada en el pueblo de Baler, ubicado en la isla de Luzón. El 2 de junio de 1899, el destacamento español se rindió. El asedio de Baler duró 337 días. Las autoridades filipinas aceptaron unas condiciones honrosas de capitulación y permitieron su paso, sin considerarles prisioneros, hasta Manila, con el presidente filipino Aguinaldo emitiendo un decreto en el que exaltaba su valor. Tras un recibimiento apoteósico en la capital filipina, los supervivientes fueron repatriados a España.

### Francia
En 1871, durante la guerra franco-prusiana, las tropas del general August von Werder rindieron honores militares a la derrotada guarnición francesa del coronel Pierre Philippe Denfert-Rochereau, asentada en la ciudad de Belfort, tras un asedio de 103 días. En 1940, durante la Segunda Guerra Mundial, las tropas alemanas de la Wehrmacht rindieron honores militares a la derrotada guarnición francesa de la ciudad de Lille.

### Egipto
Una unidad militar italiana que recibió honores de guerra fue la 185 División de Paracaidistas «Folgore» tras la Segunda Batalla de El Alamein, que terminó en noviembre de 1942.